# Haynes, Arkansas
Haynes är en ort i Lee County i delstaten Arkansas, USA.